# Tom Petty
Thomas Earl Petty (Gainesville, Florida; 20 de octubre de 1950−Santa Mónica, California; 2 de octubre de 2017), más conocido como Tom Petty, fue un músico, cantante, compositor, productor y multiinstrumentista estadounidense, conocido por su trabajo al frente del grupo Tom Petty & The Heartbreakers y como cofundador del supergrupo The Traveling Wilburys a finales de la década de 1980, donde tocó bajo los seudónimos de Charlie T. Wilbury Jr. y Muddy Wilbury, además de por su carrera en solitario.
Con The Heartbreakers, Petty grabó y publicó varios sencillos de éxito, muchos de los cuales son interpretados con frecuencia en cadenas de radio de rock clásico y adult contemporary. A lo largo de su carrera, Petty vendió más de ochenta millones de discos a nivel mundial, convirtiéndolo en uno de los artistas musicales con mayores ventas.
En 2002 ingresó en el Salón de la Fama del Rock and Roll.
La revista Rolling Stone lo escogió como el artista número 91 de su lista de los 100 mejores artistas de todos los tiempos.
Con su lanzamiento en diciembre de 2023, su canción Love Is a Long Road se utilizó en el primer tráiler de Grand Theft Auto VI, considerado uno de los videojuegos más esperados de todos los tiempos.

## Trayectoria musical
Tom Petty no tenía aspiraciones musicales hasta que Elvis Presley visitó su ciudad natal. En una entrevista de 2006 en el programa «Fresh Air» de la National Public Radio, Petty dijo que él sabía que quería estar en una banda en cuanto vio a The Beatles en el Ed Sullivan Show. Tras trabajar con sus primeros grupos The Sundowners, The Epics y Mudcrutch (que incluían a Mike Campbell y Benmont Tench, futuros miembros de los Heartbreakers), comenzó su carrera discográfica como Tom Petty & the Heartbreakers con un álbum titulado como la banda y publicado en 1976. El álbum tardó un año en tener éxito en su país natal. En 1977, la canción «Breakdown» fue relanzada en las radios y se convirtió en un éxito del Top 40 después de que se supiese que la banda estaba siendo muy bien recibida en Inglaterra.
Su segundo álbum, You're Gonna Get It! (1978) demostró que la intensidad del primer disco no era casual. Se convirtió en el primer disco de oro de la banda en Estados Unidos y contenía sencillos como «Listen To Her Heart» y «I Need To Know». No mucho después de su lanzamiento, la banda tuvo un litigio cuando ABC Records, la compañía matriz de Shelter, fue vendida a MCA Records. Petty se negó a ser simplemente transferido a otra compañía sin su consentimiento. Se atuvo a sus principios durante nueve meses que al final le llevaron a la bancarrota.
Tras resolverse la disputa, Tom Petty & the Heartbreakers lanzaron su tercer álbum, Damn the Torpedoes (1979), que con el sencillo «Refugee» se convirtió rápidamente en triple platino en Estados Unidos. A este disco le siguió Hard Promises (1981), que no tuvo gran éxito comercial pero recibió buenas críticas; en 1981 también colaboró como coautor y cointérprete en el primer álbum solista de Stevie Nicks, con quien interpretó varias canciones, entre ellas la icónica Stop Draggin' My Heart Around.
En su quinto álbum, Long After Dark (1982), el bajista Ron Blair fue reemplazado por Howie Epstein, con lo que se completó la formación final de The Heartbreakers. Sin embargo, Tom Petty tenía problemas para manejar el estrés y el éxito, así que decidió reducir el ritmo de trabajo.
En su disco de regreso, Southern Accents (1985), Tom Petty & The Heartbreakers volvieron donde lo habían dejado. El disco tuvo sus problemas: Petty, en un momento de frustración del proceso de mezclas, pegó un puñetazo a la pared y rompió su mano izquierda. El álbum incluía el exitoso sencillo «Don't Come Around Here No More», producido por Dave Stewart.
De la exitosa gira de conciertos que siguió al disco nació el álbum en directo Pack Up The Plantation-Live! (1985). Las capacidades de la banda en directo fueron puestas a prueba cuando Bob Dylan invitó a Tom Petty & the Heartbreakers a unirse a él en su gira «True Confessions» por los Estados Unidos, Australia, Japón (1986) y Europa (1987).
También en 1987, el grupo lanzó Let Me Up (I've Had Enough), un disco de estudio hecho para sonar como un disco en directo con una técnica tomada de Bob Dylan. Incluye «Jammin' Me», escrita por Petty y Dylan.
Petty también apareció en varios episodios de It's Garry Shandling's Show (1987-1990), haciendo de sí mismo como uno de los vecinos de Garry Shandling.
En 1989, Petty lanzó Full Moon Fever. Aunque nominalmente era un proyecto en solitario, otros miembros de Heartbreakers y algunos músicos muy conocidos participaron en la grabación. Mike Campbell coprodujo el disco con Petty y Jeff Lynne (de la Electric Light Orchestra). Estuvo entre los diez primeros de la lista de Billboard durante más de 34 semanas y consiguió llegar al triple platino, con éxitos como «I Won't Back Down», «Free Fallin'» y «Runnin' Down A Dream».
Antes de Full Moon Fever, Lynne y Petty habían trabajado juntos en la banda de estrellas Traveling Wilburys, que también contaba con Bob Dylan, George Harrison y Roy Orbison. Traveling Wilburys comenzaron como una broma para grabar una cara B de un sencillo de George Harrison, pero la canción «Handle With Care» tuvo tanto éxito que el grupo decidió grabar un disco completo, Traveling Wilburys Vol. 1 (1988). La repentina muerte de Roy Orbison ensombreció el éxito y poco tiempo después Del Shannon, en quien el resto de los Wilburys pensaban como reemplazo, se suicidó. Se lanzó un segundo disco de los Wilburys, llamado misteriosamente Traveling Wilburys Vol. 3 (1990), pero no estuvo a la altura de las expectativas.
Petty se volvió a juntar con los Heartbreakers para su siguiente álbum, Into the Great Wide Open (1991). Producido de nuevo por Jeff Lynne, incluye los éxitos sencillos «Learning To Fly» y «Into The Great Wide Open», cuyo video es protagonizado por Johnny Depp.
En 1994, Petty lanzó su segundo disco en solitario, Wildflowers, que también tuvo canciones de éxito como «You Don't Know How It Feels», «You Wreck Me», «It's Good to Be King», «A Higher Place» y «Honey Bee».
Petty recibió diez nominaciones a los Premios Grammy desde 1981. Ese año recibió su primera nominación por su colaboración con Stevie Nicks, «Stop Draggin' My Heart Around», en la categoría de Mejor actuación de rock realizada por un dúo o grupo con voz. Petty consiguió un premio Grammy en 1989 en la misma categoría por su trabajo con los Traveling Wilburys. En 1994 recibió otros dos premios Grammy: Mejor interpretación vocal masculina (por «You Don't Know How It Feels») y Álbum mejor producido (no clásica). Wildflowers también obtuvo una nominación a los Grammy como Mejor álbum de rock.
Otros premios conseguidos por Wildflowers incluyen el Premio al mejor vídeo masculino por «You Don't Know How It Feels», otorgado en 1995 por la MTV. Tom Petty & The Heartbreakers ganaron el mismo premio en 1994 con el vídeo «Mary Jane's Last Dance». En la ceremonia de 1994, también se le otorgó a Petty el Premio a vídeo de vanguardia, citando sus contribuciones al campo a lo largo de mucho tiempo.
Como compositor de canciones, Tom Petty recibió en mayo de 1996 el prestigioso Golden Note Award de ASCAP. En abril de 1996, Petty recibió el premio George And Ira Gershwin Award For Lifetime Musical Achievement de la UCLA. En 2002 el grupo entró en el Rock and Roll Hall of Fame.
En 1999, Tom Petty & the Heartbreakers recibieron una estrella en el paseo de la fama de Hollywood, en 7018 Hollywood Blvd., un honor que reconoce tanto sus logros musicales como su entrega humanitaria con organizaciones como Greenpeace, la National Veteran's Foundation, USA Harvest, Rock And Wrap It Up y AmFAR (American Foundation for AIDS Research).
En 2002, Petty apareció en Los Simpson, en el episodio «How I Spent My Strummer Vacation». También ha puesto la voz al personaje Lucky in King of the Hill, Canta en el Concert for George en el Royal Albert Hall.
En 2005, Tom Petty comenzó su propio programa Buried Treasure en XM Radio. En el programa, Petty comparte selecciones de su colección de discos personal.
En 2006, Tom Petty lanza su tercer disco en solitario, Highway Companion, que entra directamente al número 4 en las listas USA. Durante el verano de 2006 realiza una gira por los Estados Unidos y Canadá para presentar el disco.
A finales de 2007 publica un documental titulado Runnin' Down a Dream en DVD + otro DVD en concierto conmemorando su 30 aniversario en su ciudad natal Gainesville grabado en 2006 + un CD recopilatorio con algunos de sus mejores temas. 4 discos componen esta caja de coleccionista Tom Petty & The Heartbreakers Runnin' Down a Dream.
En 2008 toca en el Super Bowl cuatro temas en el descanso.

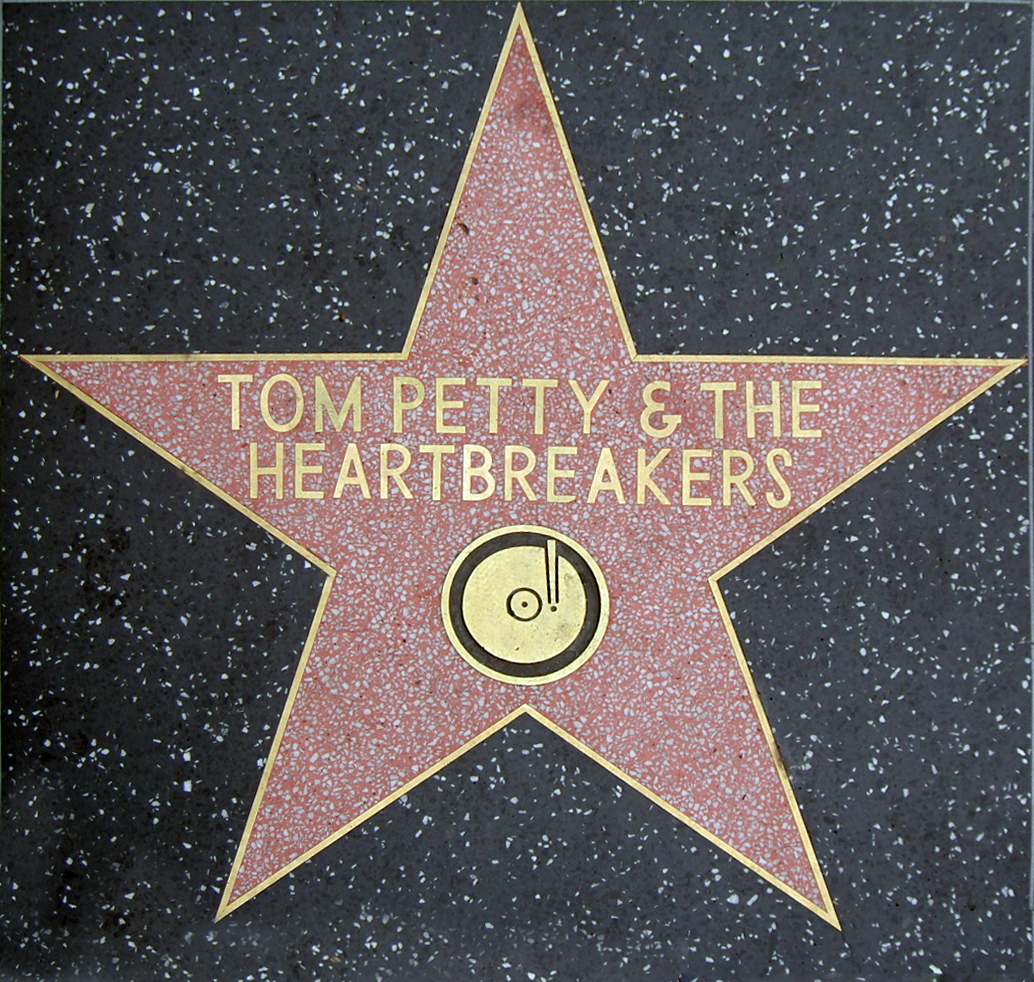
Estrella de Tom Petty en el paseo de la fama de Hollywood

En 2009, sus temas «American Girl» y «Runnin' Down A Dream», aparecen como canciones jugables en el videojuego Guitar Hero 5.
Su último concierto en Europa fue en Hyde Park, en Londres, el 9 de julio de 2017, dentro del festival British Summer Time. Petty tenía planeada una gira europea para el año 2019, donde visitaría España por primera vez en más de cuarenta años de carrera.
En diciembre de 2023, la canción "Love Is A Long Road" se utilizó en el primer tráiler del juego de récord GTA 6 (Grand Theft Auto VI). La canción experimentó un aumento del 8.000% en streams tras la publicación del tráiler de GTA 6.

## Fallecimiento
La noche del domingo 1 de octubre de 2017, Petty sufrió una sobredosis accidental en su casa de Malibú, Los Ángeles. Se mantuvo internado en el hospital de Santa Mónica y conectado a máquinas de soporte vital. Los medios reportaron erróneamente su muerte, pero esto fue desmentido en su momento por las autoridades locales. Finalmente, durante las últimas horas del lunes 2 de octubre, su familia confirmó mediante un comunicado el fallecimiento de Petty.
El lunes 2 de octubre de 2017 en las redes sociales del artista se pudo leer el siguiente anuncio:
"En nombre de la familia de Tom Petty nos sentimos devastados al anunciar la muerte prematura de nuestro padre, esposo, hermano, líder y amigo Tom Petty".
"Murió pacíficamente a las 8:40 pm PST rodeado de familia, compañeros de banda y amigos".
El 19 de enero de 2018, el médico forense del condado de Los Ángeles anunció que Petty había muerto accidentalmente por toxicidad de drogas mixtas, una combinación de fentanilo, oxicodona, acetilfentanilo y despropionilfentanilo (todos opioides), temazepam y alprazolam (ambos sedantes), y citalopram (un antidepresivo).

## Discografía

#### en solitario
- Full Moon Fever (1989)
- Wildflowers (1994)
- Highway Companion (2006)

#### con The Heartbreakers
- Tom Petty and the Heartbreakers (1976)
- You're Gonna Get It! (1978)
- Damn the Torpedoes (1979)
- Hard Promises (1981)
- Long After Dark (1982)
- Southern Accents (1985)
- Let Me Up (I've Had Enough) (1987)
- Into the Great Wide Open (1991)
- Songs and Music from "She's the One" (1996)
- Echo (1999)
- The Last DJ (2002)
- Mojo (2010)
- Hypnotic Eye (2014)

#### con Traveling Wilburys
- Traveling Wilburys Vol. 1 (1988)
- Traveling Wilburys Vol. 3 (1990)

#### con Mudcrutch
- Mudcrutch (2008)
- 2 (2016)

#### Recopilatorios
- Greatest Hits (1993)
- Playback (1995)
- Anthology: Through the Years (2000)
- The Live Anthology (2009)

#### Póstumos
- An American Treasure (2018)
- The Best of Everything (2019)
- Wildflowers and All the Rest (2020)
- Finding Wildflowers. Alternate Versions (2021)
- Angel Dream. Songs and Music from the Motion Picture She's the One. (2021)[12]

#### Vídeos y DVD
- 1986: Pack up the Plantation Live! (VHS, Betamax)
- 1989: A Bunch of Videos and Some Other Stuff (VHS)
- 1990: Full Moon Fever: The Videos (VHS, laserdisc)
- 1992: Take the Highway Live (VHS, laserdisc)
- 1995: Playback (VHS, laserdisc; DVD editado en 2000)
- 1999: High Grass Dogs: Live from the Fillmore (VHS, DVD)
- 2003: Live at the Olympic: The Last DJ (DVD)
- 2005: Soundstage Presents Live in Concert (DVD)
- 2007: Runnin' Down a Dream (DVD)

## Filmografía
- Mensajero del futuro o El cartero (The Postman, 1997, dirigida por Kevin Costner). Tom Petty interpreta el papel de "Bridge City Mayor" (Alcalde de la Ciudad del Puente). Género: aventura épica postapocalíptica (futuro distópico).
- Los Simpsons (En 2002, aparece en el episodio de "How I Spent My Strummer Vacation", junto con Mick Jagger, Keith Richards, Lenny Kravitz, Elvis Costello, y Brian Setzer. En este capítulo, Petty hace de sí mismo como instructor de Homer Simpson).
- King of the Hill (de 2004 a 2009 Petty dio la voz a Elroy "Lucky" Kleinschmidt, un personaje recurrente en esta comedia animada).